# Морпурго, Майкл
Сэр Майкл Эндрю Бридж Морпурго (англ. Michael Andrew Bridge Morpurgo, при рождении Майкл Эндрю Бридж; род. 5 октября 1943) — английский писатель, поэт, драматург и либреттист, наиболее известный по детским романам, таким как «Боевой конь» (1982). Был избран английским детским писателем-лауреатом с 2003 по 2005 год.

## Биография
Урождённый Майкл Эндрю Бридж родился в 1943 году в Сент-Олбансе, Хартфордшир, второй ребёнок актёра Тони Ван Бриджа и актрисы Киппе Каммаертс (урождённой Кэтрин Ноэль Киппе Каммаертс, дочери писателя и поэта Эмиля Каммаертса). Оба выпускники Королевской академии драматического искусства, его родители познакомились, когда играли в одной репертуарной труппе в 1938 году. Его отец происходил из рабочего класса, а мать — из семьи актёров, оперной певицы, писателей и поэтов. Они поженились в 1941 году, когда Ван Бридж, призванный в армию в 1939 году и к тому времени расквартированный в Шотландии, находился в отпуске из армии . Брат Морпурго Питер родился в 1942 году. Когда год спустя родился Морпурго, его отец служил в Багдаде . Пока Ван Бридж был на войне, Киппе Каммаертс познакомилась с Джеком Морпурго (впоследствии профессором американской литературы в Лидском университете с 1969 по 1982 год). Когда Ван Бридж вернулся в Англию в 1946 году, они с Каммаертс оформили развод, и в том же году Каммаертс вышла замуж за Джека Морпурго. Хотя они не были официально усыновлены, Морпурго и его брат взяли фамилию отчима . Старший брат Морпурго, Питер Морпурго, впоследствии стал телевизионным продюсером и режиссером Би-би-си. У него есть два младших брата, Марк и Кей. Мать Морпурго была немощной, пережила срыв в 19 лет и до конца жизни горевала о потере брата Питера, погибшего на войне в 1941 году. К концу жизни она стала злоупотреблять алкоголем.
Во время войны Морпурго и его брат были эвакуированы в Нортумберленд. После возвращения в Лондон семья жила в Филбич Гарденс, Эрлз Корт, где дети играли в бомбоубежищах . Морпурго посещал начальную школу в Сент-Маттиас, Эрлс-Корт. Позже семья переехала в Брэдвелл-он-Си в Эссексе, где Морпурго жил во время школьных каникул, поскольку в семь лет его отправили в школу-интернат в Сассексе . Школа была очень строгой, и мальчиков часто били. В этот период у Морпурго развилось заикание. Его несчастливый опыт в школе-интернате позднее лег в основу романа «The Butterfly Lion». После шести лет обучения в The Abbey school в Ашерст-Вуд Морпурго перешел в Королевскую школу, независимую школу в Кентербери, графство Кент, где он чувствовал себя менее тоскливо, чем в предыдущей школе.
Морпурго узнал, кто был его биологическим отцом, только в 19 лет. После развода с матерью Майкла Ван Бридж эмигрировал в Канаду, и о нём никогда не говорили. Морпурго никогда не видел изображения своего отца, пока во время просмотра по телевизору «Больших надежд» на канале CBC в 1962 году вместе с матерью она не узнала Ван Бриджа в роли Магвича и не сказала Майклу: «Это твой отец!». Они встретились лично девять лет спустя.
Отчим Морпурго не поощрял своих сыновей и был разочарован тем, что они не оправдывают его надежд на то, что они будут заниматься наукой, как он, называя Майкла «медведем с очень маленьким мозгом» . Отчим решил, что он должен пойти в армию, и Морпурго поступил в Королевскую военную академию Сандхерст. Он быстро понял, что солдатская жизнь не для него, и ушел через девять месяцев.
Позже Морпурго поступил в Королевский колледж Лондона, изучая английский, французский и философию , и окончил его со степенью третьего класса . Затем он получил должность учителя, работал в начальной школе Викхамбро в Кентербери, Кент . В 1968 году он также некоторое время преподавал в St. Faith’s School в Кембридже.

## Личная жизнь
В 19 лет, в 1963 году, Морпурго женился на Клэр Лейн, старшей дочери сэра Аллена Лейна, основателя издательства Penguin Books. Они познакомились годом ранее во время отпуска на Корфу благодаря отчиму Морпурго, который в то время работал редактором в Penguin. Клэр была беременна их первым ребенком, и Морпурго назвал это свадьбой на дробовике. Их трое детей, Себастьян, Горацио и Розалинда, названы в честь шекспировских персонажей.
В 2017 году у Морпурго был диагностирован рак гортани, и он прошел курс радиотерапии. С тех пор он поправился.

## Фермы для детей
В 1976 году Морпурго и его жена Клэр основали благотворительную организацию «Фермы для городских детей» с целью — дать возможность детям из городских районов познакомиться с сельской местностью. В рамках программы дети проводят неделю на сельской ферме, в течение которой они принимают участие в целенаправленной работе на ферме . Первым президентом благотворительной организации стал близкий друг и сосед супругов Тед Хьюз.
За время существования программы в ней приняли участие около 85 000 детей, и в настоящее время благотворительная организация имеет три фермы в Уэльсе, Девоне и Глостершире. Морпурго назвал благотворительную организацию своим самым большим достижением в жизни.

## Карьера
Во время работы учителем в Кенте, Морпурго открыл для себя своё призвание в жизни, о котором позже сказал: "Я понял, что в этом есть волшебство для них, и понял, что в этом есть волшебство для меня.
Писательская карьера Морпурго была вдохновлена книгами Теда Хьюза «Поэзия в процессе становления», Пола Гэллико «Белая гусыня» и Эрнеста Хемингуэя «Старик и море». Тед Хьюз и другой поэт, Шон Рафферти, оказали влияние на его карьеру, причем Хьюз стал другом, наставником и соседом. Морпурго считает, что именно Хьюз и Рафферти придали ему уверенности в себе, чтобы написать «Боевого коня», свое самое успешное произведение на сегодняшний день.

## Критика и влияние
Сайт Reading Matters называет роман Морпурго «Королевство Кенсуке» 1999 года «тихо рассказанной историей, но с большим количеством драматизма и эмоций» . The Guardian описывает роман для детей постарше «Рядовой Писфул», написанный им в 2003 году, как «гуманное и человечное произведение».
Морпурго и Хьюз, бывший в то время поэтом-лауреатом, стали инициаторами идеи создания должности Детского лауреата. Морпурго стал третьим человеком, занимавшим эту должность в течение двух лет, с 2003 по 2005 год.

## Политические взгляды
В статье, опубликованной в январе 2014 года, Морпурго заявил: «Когда мы начинаем отмечать столетие Первой мировой войны, мы должны чтить тех, кто погиб, безусловно, и с благодарностью, но мы никогда не должны прославлять… Пусть каждый ноябрь в течение следующих четырех лет красный и белый маки будут носиться вместе, чтобы почтить память погибших, чтобы сохранить нашу веру вместе с ними, чтобы сделать этот мир местом, где свобода и мир могут царить вместе».
В августе 2014 года Морпурго был одним из 200 общественных деятелей, подписавших письмо The Guardian против независимости Шотландии в преддверии сентябрьского референдума по этому вопросу.

## Почётные звания и назначения
Морпурго и его жена Клэр стали членами Ордена Британской империи (MBE) в 1999 году за заслуги перед молодёжью. В 2006 году он был удостоен звания офицера Ордена Британской империи (OBE) за заслуги в области литературы, а в 2018 году стал рыцарем-бакалавром за заслуги в области литературы и благотворительности.
17 июля 2013 года Морпурго был удостоен звания почетного доктора Университета епископа Гроссетеста 12 июля 2017 г. ему была присуждена почетная степень доктора литературы (D.Litt.) Университетом Ньюкасла.
Морпурго был назначен заместителем лорда-лейтенанта Девона 10 апреля 2015 года.

## Литературные премии
- 1991 Медаль Карнеги: В ожидании Ани
- 1995 Медаль Карнеги: Arthur, High King of Britain
- 1996 Медаль Карнеги: The Wreck of the Zanzibar
- 2002 W. H. Smith Award for Children’s Literature: Out of the Ashes
- 2003 Blue Peter Book Award: The Book I Couldn’t Put Down: Cool!
- 2003 Carnegie Medal: Рядовой Писфул
- 2004 Whitbread Children’s Book Award: Private Peaceful
- 2012 Bippo award for books
- 2010 Deutscher Jugendliteraturpreis (German youth literature prize): Warten auf Anya (Waiting for Anya)
- 2014 Премия Коста: Listen to the Moon

## Избранные работы
- It Never Rained: Five Stories (1974)
- Living Poets (compiler with Clifford Simmons) (1974)
- Long Way from Home (1975)
- Thatcher Jones (1975)
- The Story-Teller (compiler with Graham Barrett) (1976)
- Friend or Foe (1977)
- Do All You Dare (1978)
- Боевой конь (1982)
- В ожидании Ани (1990)
- Лев-бабочка    (1996)
- Рядовой Писфул (2003)
- Dolphin Boy (2004)
- Sir Gawain and the Green Knight (2004)

## Экранизации
Были сняты экранизации «Друг или враг» (1981), «Рядовой Писфул» (2012) и «Почему пришли киты» (1989), последний также был адаптирован на сцене. «Мой друг Уолтер» (1988) «Пурпурные пингвины» (2000) и «Из пепла» (2001) экранизированы для телевидения.
В 2011 вышел в прокат фильм «Боевой конь» режиссера Стивена Спилберга, экранизация одноимённого романа. Фильм был номинирован на множество наград, включая шесть премий Американской киноакадемии и пять премий BAFTA.
В 2020 году появилась экранизация одноимённого романа — «В ожидании Ани».